# 小行星5431
小行星5431（英語：5431 Maxinehelin）是一颗围绕太阳公转的小行星。1988年6月19日，埃莉諾·赫琳在帕洛马山发现了此天体。
这颗小行星的绝对星等为100.8819413334228等。